# Silvestre Moreno Cora
Silvestre Moreno Cora (Ciudad de México, 31 de diciembre de 1837 - Orizaba, Veracruz, 15 de septiembre de 1922) fue un abogado, magistrado, catedrático, escritor y académico mexicano.

## Semblanza biográfica
Su padre era notario en el estado de Veracruz y fue elegido senador. Por esta razón, Silvestre nació en la Ciudad de México cuando su padre cumplía su tarea en el Congreso de la Unión; después, él y su familia regresaron a Orizaba. Realizó sus estudios en el Colegio Nacional de Orizaba, y obtuvo el título de abogado en 1861. Impartió clases de filosofía y jurisprudencia en su alma mater, y años más tarde llegó a ser director.[cita requerida]
Fue fundador, junto con su hermano Aniceto, con el doctor Gregorio Mendizábal y con el poeta Rafael Delgado, de la Sociedad "Sánchez Oropeza", grupo de Veracruz que pretendía reunir a los amantes de la literatura. Fue notario durante el Segundo Imperio Mexicano. Una vez restaurada la República, fue redactor del Código Civil, del Código Penal y del Código de Procedimientos Civiles en el estado de Veracruz. Fue ministro y presidente de la Suprema Corte de Justicia de la Nación. Observó las condiciones laborales de la fábrica textil de Río Blanco y sugirió al gobernador, Teodoro A. Dehesa Méndez, la promulgación de una ley de trabajo, pero su recomendación no se aprobó. La tragedia ocurrida el 7 de enero de 1907 en dicha fábrica textil le daría la razón.
Fue miembro de la Sociedad Mexicana de Geografía y Estadística. El 31 de mayo de 1892 fue elegido miembro correspondiente de la Academia Mexicana de la Lengua; años más tarde, fue nombrado miembro de número, tomó posesión de la silla XIV el 16 de mayo de 1907. Murió el 15 de septiembre de 1922. Escribió sus Memorias (Silvestre Moreno CoraMemorias), las cuales permanecieron inéditas hasta 1998, la obra fue publicada por la Suprema Corte de Justicia de la Nación, la paleografía fue realizada por el historiador Lucio Cabrera. La vida de Silvestre Moreno Cora transcurrió durante el santanismo, la Guerra de Reforma, el Segundo Imperio Mexicano, la República restaurada, el porfiriato y la Revolución mexicana, etapas de las cuales fue testigo.

## Obras publicadas
- Tratado sobre el juicio de amparo, 1902.
- Tratado de pruebas judiciales: en materia civil y en materia penal conforme a la legislación vigente en el Distrito Federal y en el estado de Veracruz, 1904.
- Tratado del derecho mercantil mexicano, 1905.
- Lecciones de derecho civil, 1905.
- De la ley civil, su formación, sus efectos y su aplicación, 1906.
- Memorias del ministro Silvestre Moreno Cora, publicación póstuma, 1998.
- Historia de la propiedad territorial en México, obra inédita.[cita requerida]

## Reconocimientos
La biblioteca de la Suprema Corte de Justicia de la Nación, sita en la esquina de las calles 16 de septiembre y Bolívar, lleva el nombre de este personaje.